# Neverwinter Nights 2: Maska zdrajcy
Neverwinter Nights 2: Maska zdrajcy (ang. Neverwinter Nights 2: Mask of the Betrayer) – komputerowa gra fabularna, której producentem jest Obsidian Entertainment. Jej wydawcą jest Atari, a na terenie Polski CD Projekt.  Gra stanowi rozszerzenie do gry Neverwinter Nights 2. Premiera Maski zdrajcy odbyła się 27 września 2007. Rozgrywka jest oparta na regułach Dungeons & Dragons w wersji 3,5. 

## Fabuła
Historia pokazana w Masce zdrajcy jest bezpośrednią kontynuacją tej z Neverwinter Nights 2. Akcja gry toczy się w regionie Rashemen na kontynencie Faerûn. Gra rozpoczyna się, gdy postać gracza po pokonaniu Króla Cieni ląduje w wypełnionym duchami kurhanie, leżącym w Rashemenie – krainie oddalonej o wiele mil od Wybrzeża Mieczy, miejsca akcji kampanii w podstawowej wersji gry. Na pomoc przybywa Czerwona Czarodziejka imieniem Safiya, która twierdzi, że została wysłana przez matkę, by doprowadzić do niej gracza. Podczas szukania wyjścia z kurhanu okazuje się, że postać gracza odczuwa tajemniczy głód, którego pochodzenie jest nieznane. Podczas wędrówki przez tunele głód przejmuje kontrolę i gracz pożera jednego ducha Telthora. Tuż przed wyjściem z kurhanu główna postać natyka się na jego strażnika – legendarnego niedźwiedziego boga Okku, który zmusza gracza do walki, nie pozwalając na odejście stamtąd żywym.
Po jego pokonaniu udaje się do Mulsantiru, miasta, gdzie mieści się teatr Lienny, będącej ciotką Safiyi. Na miejscu okazuje się, że teatr został zaatakowany przez kilku Czerwonych Czarodziei i ich sługusów. Po odparciu ataku i pokonaniu zastępów przeciwników, okazuje się, że Lienna Safiyi sama się uśmierciła, by najeźdźcy nie wydobyli z niej żadnych informacji. Po wyjściu z teatru wiedźmy rządzące w Mulsantirze stwierdzają, że miasto jest otoczone przez armię duchów prowadzoną przez Okku pragnącego krwi gracza. Po pokonaniu duchów staje się jasne, że na głównym bohaterze ciąży klątwa – Zjadacz Dusz, która tkwi w ciele żywiciela i zmusza go do bezustannego karmienia się duchami istot zamieszkujących Rashemen. Wówczas istnieje wybór – albo poddać się głodowi Zjadacza i pochłonąć Okku, albo stłumić demona w sobie i pozyskać boga na sprzymierzeńca.
Potem postać udaje się do Sabatu Śpiących, by odkryć jak wyleczyć przypadłość. Tam dowiaduje się, że jedyną nadzieją jest uzyskanie odpowiedzi od martwego boga śmierci Myrkula, którego umysł wciąż żyje w Sferze Astralnej. W tym celu gracz wraca do Mulsantiru i poprzez portal dostaje się do Akademii Czerwonych Czarodziejów na górze Thay, by tam odnaleźć portal do Sfery Astralnej i uzyskać odpowiedź od boga. Dowiaduje się, że jedyną nadzieją jest próba wydostania własnej duszy ze Ściany Potępionych otaczającej Miasto Sądu, siedzibę aktualnego boga zmarłych – Kelemvora. Pozostaje wyruszyć tam, uzyskawszy pomoc od niezwykłych sprzymierzeńców kogoś, kto już wcześniej próbował zdobyć to miasto. Gra kończy się pojedynkiem z zamieszkującym ciało gracza, pozbawionym wspomnień i osobowości, nieustannie trawionym przez straszliwy głód Zjadaczem Dusz – Akachim, kapłanem Myrkula. Jest on tytułowym zdrajcą, który ośmielił się wystąpić przeciwko swemu bogu i został przezeń skazany na wieczną tułaczkę w postaci cienia samego siebie, żywiącego się duszami innych, mającego nadzieję na odnalezienie swojej własnej duszy.

## Produkcja
Obsidian Entertainment rozpoczął projektowanie Maski zdrajcy używając kryptonimu „NX1” przed wydaniem Neverwinter Nights 2. Gra została zapowiedziana w kwietniu 2007. Szef Obsidianu Fearqus Urquhart powiedział, że dodatek będzie kontynuował historię z podstawowej wersji, a rozwój postaci i system kompanów zostaną poprawione na wzór Star Wars: Knights of the Old Republic II – The Sith Lords. Główny projektant Kevin Saunders opisał grę jako „wysokopoziomową”. Nowe rasy dodane do gry były zgłaszane wcześniej przez fanów.
Priorytetem dla twórców było poprawienie wydajności gry. Saunders powiedział „W trakcie prac nad projektem naprawiliśmy wiele błędów, poprawiliśmy optymalizację. Przykładowo zmieniliśmy działanie kamery i sterowanie drużyną dodając tryb strategiczny, który sprawia, że walka jest przyjemniejsza”. Programiści usprawnili działanie silnika gry dodając między innymi desaturację kolorów, co zmienia barwy w odcienie czerni i bieli. Projektanci stworzyli nowe rejony, takie jak Rashemen i Thay uważając, że są one zachęcające dla moderów. Twórcy wyznali, że jednym z ich celów było wciągnąć gracza w krainę Rashemenu. Zarówno oprawa graficzna, dźwiękowa, jak i postacie zostały stworzone w taki sposób, żeby dobrze odwzorowywały ten intrygujący obszar Zapomnianych Krain.
Zestaw narzędzi także uległ zmianom. Głównym celem twórców było stworzenie więcej opcji dla moderów i ułatwienie graczom roli Mistrza gry. Jednym z nowych elementów został edytor wyglądu dla humanoidów i potworów, który pozwala na łatwiejszą zmianę kolorów i ubioru. Saunders przyznał, że modele genasi były wyzwaniem dla grafików i początkowo był przeciwny dodaniu ich do gry.